# Eirík de Jórvik

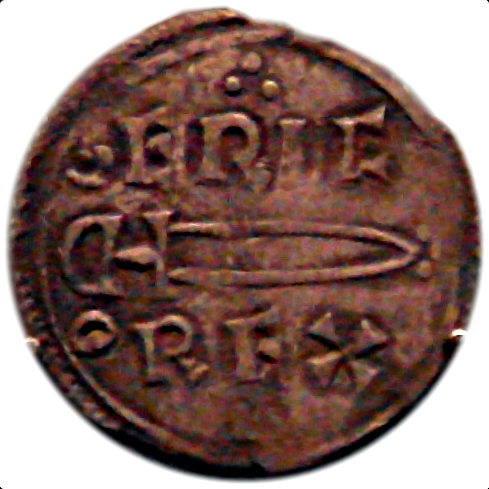
Moeda do reinado de Eirík de Jórvik.

Eirík de Jórvik (nórdico antigo: Eiríkr), falecido em 954, foi um rei víquingue de Jórvik, uma figura histórica que ganhou relevância entre historiadores que consideram que Érico I da Noruega (Machado Sangrento) não governou o enclave escandinavo na Inglaterra, mas antes fê-lo um membro da dinastia hiberno-nórdica dos Uí Ímair com o mesmo nome; embora se desconheça a sua ascendência, os dados que proporcionam os textos das crónicas anglo-saxónicas e a cronologia dos acontecimentos contradizem-se com as sagas nórdicas e existem fortes indícios que ambos tenham sido duas pessoas diferentes.

## Menções
Eirík aparece nas crónicas no ano 946 como rei de York, coincidindo com a morte de Edmundo I de Inglaterra, apesar de parecer que o seu reinado tenha sido curto (947-948) pois o sucessor de Edmundo, Eadred, conquistou o enclave nórdico e propiciou a sua caída.
A identificação de Eirík de Jórvik com Érico da Noruega surge com a hipótese de W.G. Collingwood, embora não exista uma única referência de cronistas anglo-saxões contemporâneos sobre a sua origem, excepto a versão «E» da crónica anglo-saxónica que o menciona como filho de Harald (quendam Ericum fillium Haroldi). Numa carta de Eduardo I de Inglaterra ao Bonifácio VIII, o rei inglês cita Eirík como um nobre de origem escocesa. É muito provável que a coincidência de nomes facilitasse a confusão entre ambos e os historiadores se decidissem pela figura mais emblemática das sagas escandinavas em detrimento da dum desconhecido.
Entre as maiores diferenças para com o monarca norueguês, está a Vita Sancti Cathroe que menciona o matrimónio de Eirík de Jórvik com uma dama da dinastia do reino de Alba.Este tipo de casamentos fortalece o argumento de que Eirík pertencia aos Uí Ímair, um descendente de Ímar, e não à Dinastia Cabelo Belo de Érico da Noruega. As moedas da época confirmam que houve continuidade administrativa de Olaf Cuaran, pois Eirík imitou as suas formas em duas ocasiões, o que seria impróprio e nada oportuno para alguém que pertencia a outra dinastia real. Estas moedas mostram uma espada no reverso, o símbolo do poder hiberno-nórdico e a conquista de 919, um símbolo comum no final do século X entre os descendentes de Ímar..